# حادث احتجاز الرهائن في بنغلادش (2016)
احتجاز الرهائن بدكا (2016) هو هجوم قام به تسعة مسلحين  في دكا عاصمة بنغلادش يوم 1 يوليو 2016 حيث قاموا باحتجاز مجموعة من الرهائن قدر عددهم ب(12)عشر شخصا بمطعم للأجانب

## جنسيات الضحايا
| الدولة           | العدد |
| ---------------- | ----- |
| إيطاليا          | 9     |
| اليابان          | 7     |
| بنغلاديش         | 4     |
| الهند            | 1     |
| الولايات المتحدة | 1     |
| المجموع          | 22    |

## خلفية
شهدت بنغلاديش نحو خمسين عملية قتل في ثلاث سنوات تبنى معظمها تنظيم الدولة الإسلامية أو فرع تنظيم القاعدة في جنوب آسيا، لكن حكومة بنغلادش الحالية تتهم إسلاميين محليين بتلك العمليات وتنفي أي وجود لتنظيم الدولة أو للقاعدة في البلاد.
وكان مجهولون قد قتلوا في يونيو الماضي موظفا في معبد هندوسي، يشار إلى أن بنغلاديش دولة علمانية من الناحية الرسمية، لكن الإسلام هو دين الدولة منذ قرابة ثلاثة عقود، فأكثر من 90% من السكان مسلمون، في حين يشكل الهندوس مع البوذيين الأقليات الرئيسية، وقد تبنت بنغلاديش العلمانية رسميا بعد الانفصال عن باكستان سنة 1988.
وقررت حكومة رئيسة الوزراء الشيخة حسينة العودة إلى العلمانية باعتبارها ركيزة دستورية، لكنها وعدت بأنها لن تصادق على قوانين تتعارض مع المبادئ الأساسية للدين الإسلامي.

## دول أدانت الحادث
1. إيطاليا
2. اليابان
3. الهند

## منفد الهجوم
رغم تبني تنظيم الدولة الإسلامية (داعش) للعملية ونشره صور منفذي الهجوم، أعلن وزارة الداخلية البنغالية عن طريق وزيرها أسد الزمان خان أن العملية نفذها أعضاء من جماعة المجاهدين في بنغلاديش وهي جماعة محلية محظورة من الحكومة ولكنها ليست مرتبطة بتنظيم الدولة الإسلامية (داعش).